# Opuntia elata
Opuntia elata là một loài thực vật có hoa trong họ Cactaceae. Loài này được Link & Otto ex Salm-Dyck mô tả khoa học đầu tiên năm 1834.

## Hình ảnh

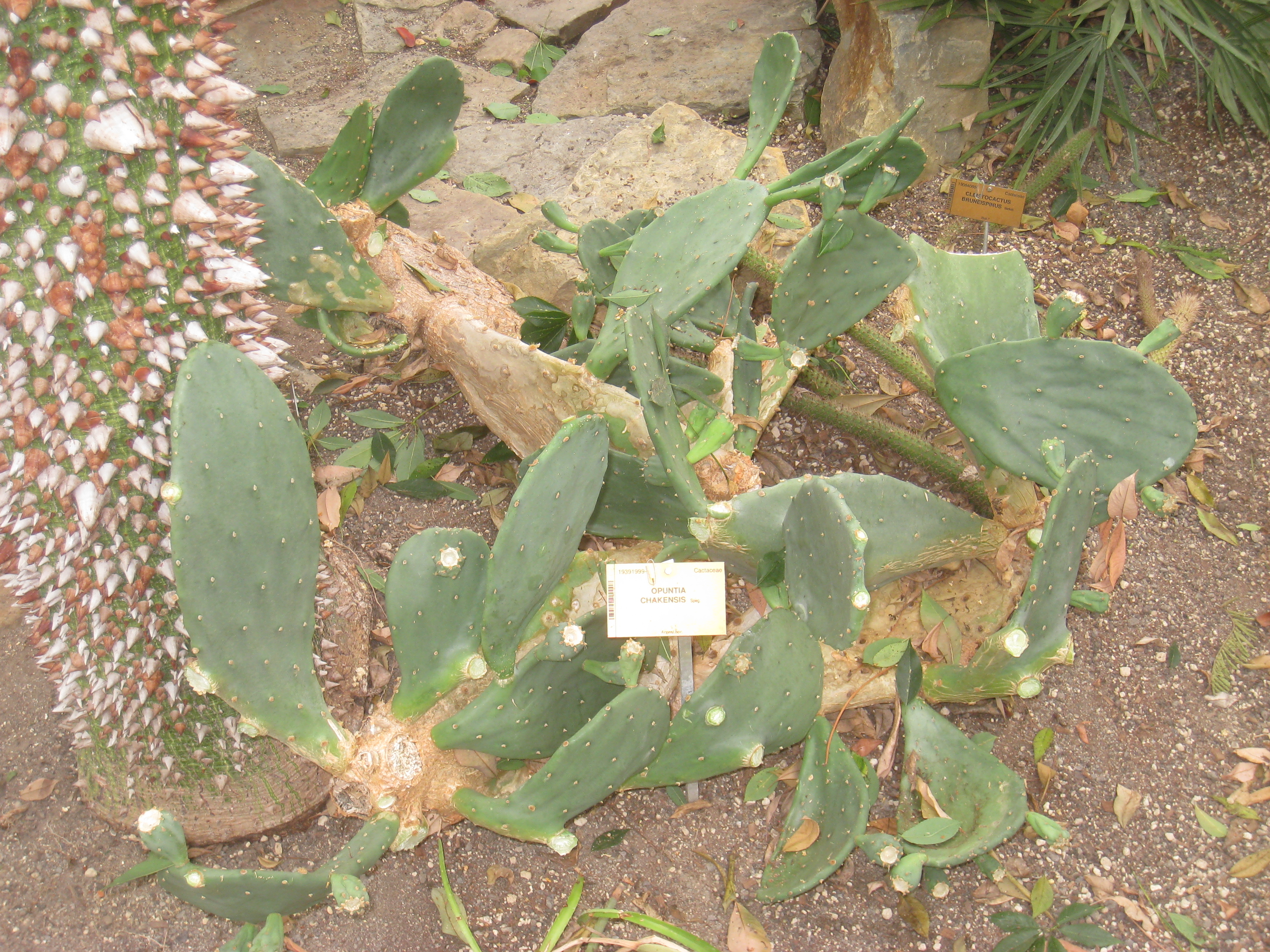
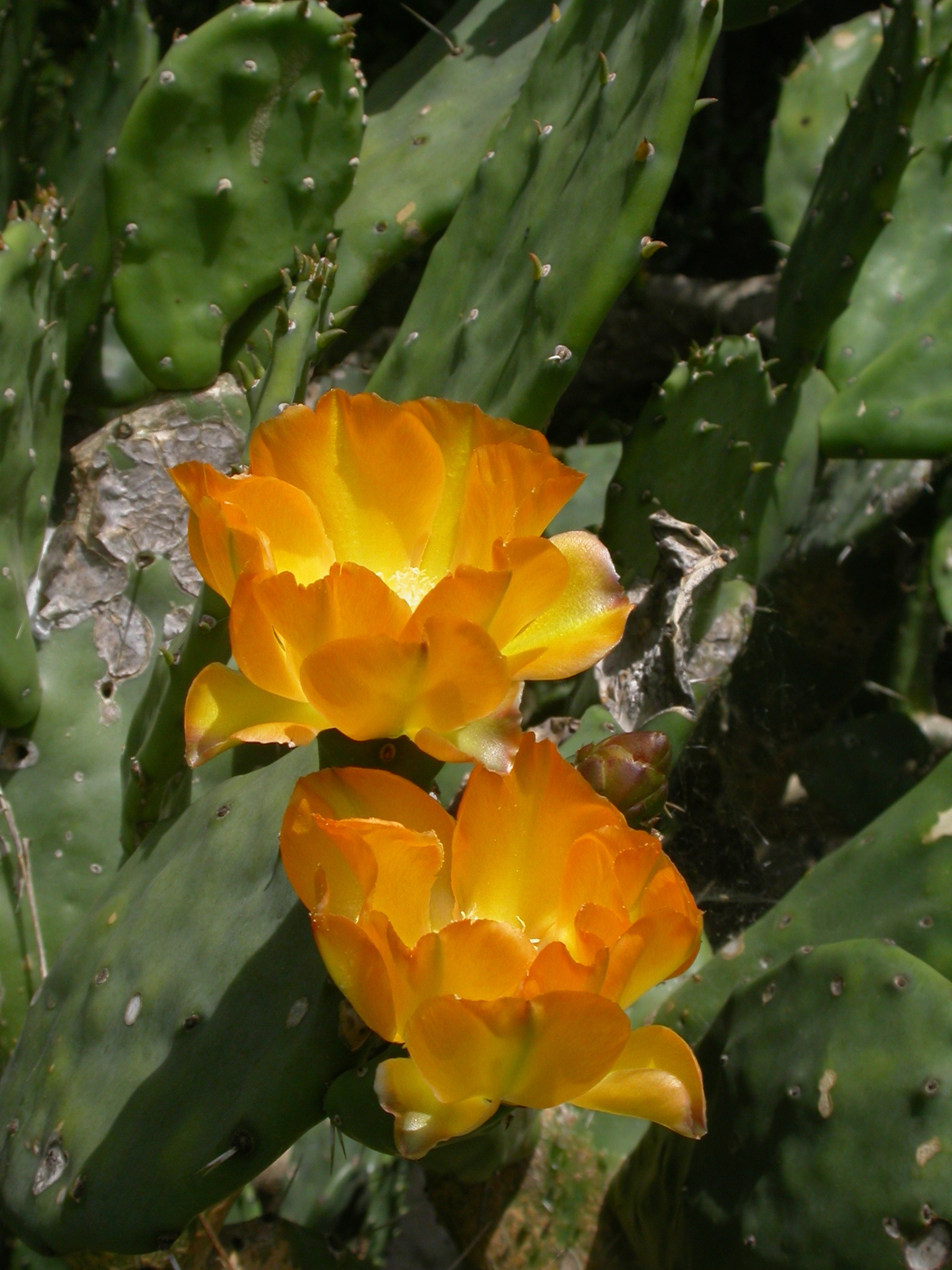
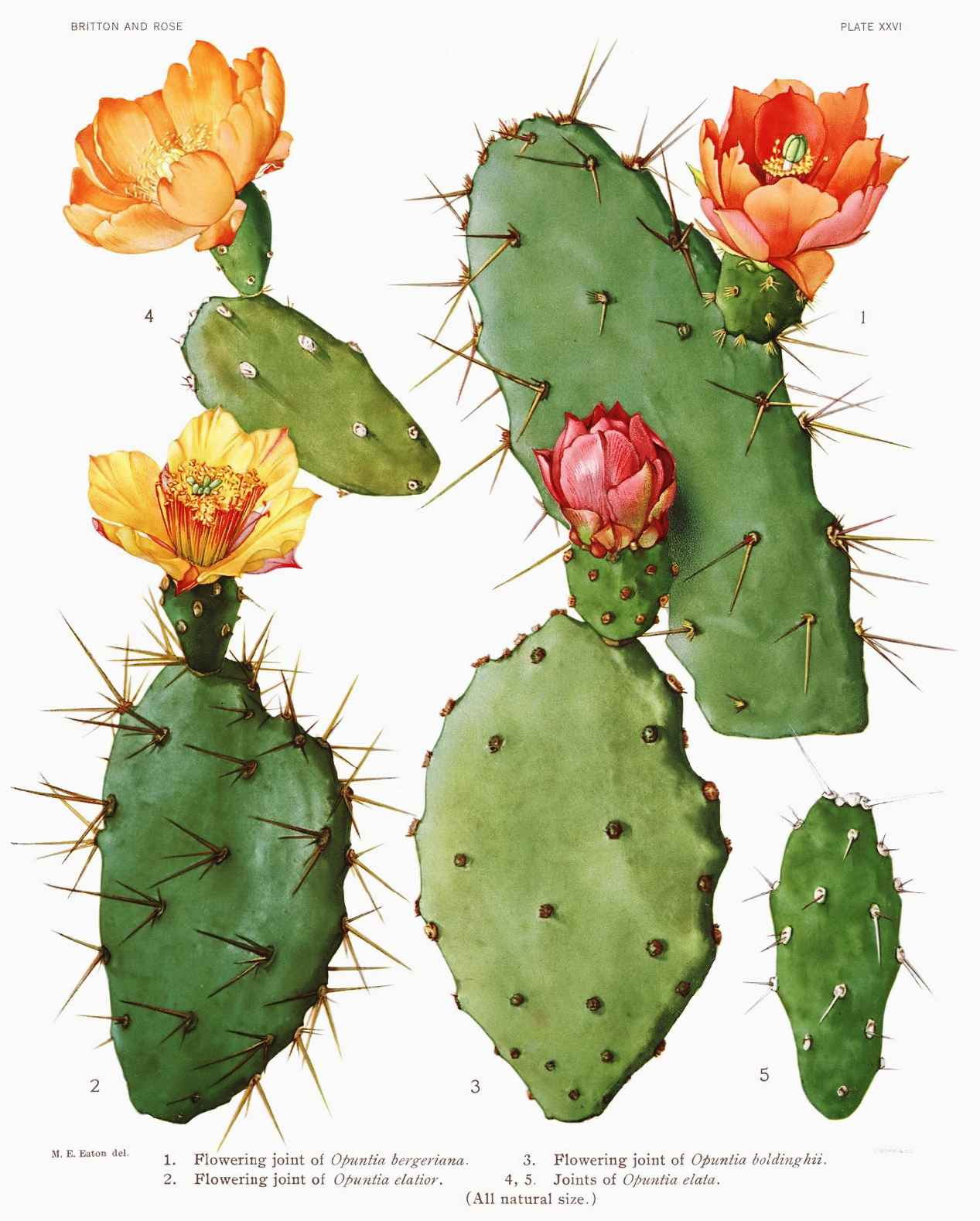